# 714 Ulula
Ulula (asteroide 714) é um asteroide da cintura principal com um diâmetro de 39,18 quilómetros, a 2,3900546 UA. Possui uma excentricidade de 0,0572934 e um período orbital de 1 474,5 dias (4,04 anos).
Ulula tem uma velocidade orbital média de 18,70583511 km/s e uma inclinação de 14,27153º.
Este asteroide foi descoberto em 18 de Maio de 1911 por Joseph Helffrich.